# Llista dels estels més brillants
El que segueix és una llista dels estels més brillants fins a una magnitud de +2,5, determinada per les seves magnituds aparents màximes, totals o combinades vistes des de la Terra. Encara que molts dels estels més lluminosos se sap que són sistemes estel·lars múltiples o sistemes binaris i que són propers a la Terra, si s'observen a ull nu semblen ser estels únics. La llista de sota combina/afegeix les magnituds dels components individuals. La majoria dels noms propis de la llista són els aprovats pel Grup de Treball de la Unió Astronòmica Internacional sobre els noms dels estels. Els noms populars no aprovats per la UAI apareixen amb una nota breu.

## Mesura
Des de la Terra, el Sol és l'estel més brillant. Les magnituds visuals aparents dels estels més lluminosos també es poden comparar amb objectes no estel·lars del sistema solar. Les magnituds visibles màximes per sobre del segon estel més brillant, Sírius (−1,46) són, a part del Sol: la Lluna (−12,7), Venus (−4,89), Júpiter (−2,94), Mart (−2,91), Mercuri (−2,45) i Saturn (−0,49).
Qualsevol ordre exacte de la lluminositat visual dels estels no queda perfectament definit per quatre raons:
- La lluminositat estel·lar es basa tradicionalment en la magnitud visual aparent percebuda per l'ull humà, des dels estels més brillants de 1a magnitud fins als menys brillants de 6a magnitud. Des de la invenció del telescopi òptic i la documentació d'estels binaris i sistemes estel·lars múltiples, la lluminositat estel·lar es podia expressar com a magnitud individual (separada) o total (combinada). La taula s'ordena segons la magnitud combinada de tots els components a ull nu apareixent com si fossin estels únics. Els sistemes estel·lars múltiples s'indiquen entre parèntesis mostrant les magnituds individuals dels components estel·lars prou brillants com per fer-hi una contribució detectable. Per exemple, l'estel doble Alfa del Centaure té una magnitud total o combinada de −0,27, mentre que els seus dos components tenen magnituds de +0,01 i +1,33.[2]
- Alguns mètodes nous o més precisos (fotometria, filtres estàndard, etc.) poden donar magnituds estel·lars lleugerament diferents. La taula mostra les magnituds V mesurades, que utilitzen un filtre específic que aproxima molt bé la visió humana. Tanmateix, existeixen altres menes de sistemes de magnitud basats en diferents longituds d'ona, alguns d'ells ben llunyans de la distribució de les longituds d'ona visibles de la llum; aquestes magnituds aparents varien d'una manera important en els diferents sistemes.[3] Per exemple, Betelgeuse té una magnitud aparent de banda K (infraroig) de −4,05.[4]
- Alguns estels, com ara Betelgeuse o Antares, són estels variables que canvien de magnitud al llarg de dies, mesos o anys. A la taula, el rang de variació s'indica per var. Els valors de magnitud simples d'estels variables provenen de diferents fonts. Les magnituds expressades a la taula són quan els estels estan bé a la màxima lluentor que es repeteix a cada cicle (p. ex. la binària eclipsant Algol); o, si les variacions són petites, simplement una magnitud mitjana. Per tots els estels variables vermells, descriure'n una lluminositat màxima única sol ser difícil perquè cada cicle produeix una lluentor màxima diferent, que es creu que és causada per pulsacions encara no prou ben enteses dels processos d'evolució estel·lar; aquesta lluminositat estel·lar indicada es basa a vegades en la magnitud aparent mitjana màxima[5] de màxims estimats durant molts cicles, a vegades encompassant diversos segles. Els resultats citats normalment a la literatura no tenen per què ser obvis i poden diferir en expressar un valor alternatiu per a un màxim singular de lluminositat o un rang de valors.
- Un cert nombre d'estels, els quals s'entén que tenen una lluminositat fixa, s'utilitzen com a estels estàndards fotomètrics. Aquests estels estàndard tenen magnituds determinades precisament que han estat analitzades durant molts anys, i se solen utilitzar per determinar magnituds d'altres estels o els seus paràmetres estel·lars utilitzant escales consistents.[6]

## Llista
Les fonts dels valors de la llista es poden trobar en cadascun dels articles individuals de cada estel.
| Estrella de Wolf-Rayet |
| Estrella de tipus O    |
| Estrella de tipus B    |
| Estrella de tipus A    |
| Estrella de tipus F    |
| Estrella de tipus G    |
| Estrella de tipus K    |
| Estrella de tipus M    |

| Posició | Magnitud visual (mV)       | Nom propi                 | Designació de Bayer | Distància (a.l.) | Classe espectral             |
| ------- | -------------------------- | ------------------------- | ------------------- | ---------------- | ---------------------------- |
| 1       | −26,74                     | Sol                       |                     | 0,000015813      | G2 V                         |
| 2       | −1,46                      | Sírius                    | α CMa               | 8,6              | A0mA1 Va, DA2                |
| 3       | −0,74                      | Canopus                   | α Car               | 310              | A9 II                        |
| 4       | −0,27 (0,01 + 1,33)        | Rigil Kentaurus i Toliman | α Cen               | 4,4              | G2 V, K1 V                   |
| 5       | −0,05                      | Arcturus                  | α Boo               | 37               | K0 III                       |
| 6       | 0,03 (−0,02–0,07var)       | Vega                      | α Lyr               | 25               | A0 Va                        |
| 7       | 0,08 (0,03–0,16var)        | Capella                   | α Aur               | 42               | K0 III, G1 III               |
| 8       | 0,13 (0,05–0,18var)        | Rigel                     | β Ori               | 860              | B8 Ia                        |
| 9       | 0,34                       | Proció                    | α CMi               | 11               | F5 IV-V                      |
| 10      | 0,46 (0,40–0,46var)        | Achernar                  | α Eri               | 140              | B6 Vep                       |
| 11      | 0,50 (0,2–1,2var)          | Betelgeuse                | α Ori               | 640              | M1-M2 Ia-ab                  |
| 12      | 0,61                       | Hadar                     | β Cen               | 350              | B1 III                       |
| 13      | 0,76                       | Altair                    | α Aql               | 17               | A7 V                         |
| 14      | 0,76 (1,33 + 1,73)         | Acrux                     | α Cru               | 320              | B0,5 IV, B1 V                |
| 15      | 0,86 (0,75–0,95var)        | Aldebaran                 | α Tau               | 65               | K5 III                       |
| 16      | 0,96 (0,6–1,6var)          | Antares                   | α Sco               | 600              | M1,5 Iab-Ib, B2,5 V          |
| 17      | 0,97 (0,97–1,04var)        | Spica                     | α Vir               | 260              | B1 III-IV, B2 V              |
| 18      | 1,14                       | Pòl·lux                   | β Gem               | 34               | K0 III                       |
| 19      | 1,16                       | Fomalhaut                 | α PsA               | 25               | A3 V                         |
| 20      | 1,25 (1,21–1,29var)        | Deneb                     | α Cyg               | 2.600            | A2 Ia                        |
| 21      | 1,25 (1,23–1,31var)        | Mimosa                    | β Cru               | 350              | B0,5 III, B2 V               |
| 22      | 1,39                       | Regulus                   | α Leo               | 77               | B8 IVn                       |
| 23      | 1,50                       | Adhara                    | ε CMa               | 430              | B2 II                        |
| 24      | 1,62                       | Shaula                    | λ Sco               | 700              | B2 IV                        |
| 25      | 1,62 (1,98 + 2,97)         | Càstor                    | α Gem               | 52               | A1 V, Am                     |
| 26      | 1,64                       | Gacrux                    | γ Cru               | 88               | M3,5 III                     |
| 27      | 1,64                       | Bellatrix                 | γ Ori               | 240              | B2 III                       |
| 28      | 1,65                       | Elnath                    | β Tau               | 130              | B7 III                       |
| 29      | 1,69                       | Miaplacidus               | β Car               | 110              | A1 III                       |
| 30      | 1,69 (1,64–1,74var)        | Alnilam                   | ε Ori               | 2.000            | B0 Ia                        |
| 31      | 1,72 (1,81–1,87var + 4,27) | Regor                     | γ1,2 Vel            | 840              | WC8, O7,5III                 |
| 32      | 1,74                       | Alnair                    | α Gru               | 100              | B6 V                         |
| 33      | 1,77                       | Alioth                    | ε UMa               | 81               | A1 III-IVp kB9               |
| 34      | 1,77                       | Alnitak                   | ζ Ori A             | 820              | O9,5 Iab, B1 IV, B0 III      |
| 35      | 1,79                       | Dubhe                     | α UMa               | 120              | K0 III, F0 V                 |
| 36      | 1,80                       | Mirfak                    | α Per               | 590              | F5 Ib                        |
| 37      | 1,82                       | Wezen                     | δ CMa               | 1.800            | F8 Ia                        |
| 38      | 1,84                       | Sargas                    | θ Sco               | 270              | F0 II                        |
| 39      | 1,85                       | Kaus Australis            | ε Sgr               | 140              | B9,5 III                     |
| 40      | 1,86                       | Avior                     | ε Car               | 630              | K3 III, B2 Vp                |
| 41      | 1,86                       | Alkaid                    | η UMa               | 100              | B3 V                         |
| 42      | 1,90 (1,89–1,94var)        | Menkalinan                | β Aur               | 100              | A1mIV+A1mIV                  |
| 43      | 1,91                       | Atria                     | α TrA               | 420              | K2 IIb-IIIa                  |
| 44      | 1,92                       | Alhena                    | γ Gem               | 100              | A1,5 IV+                     |
| 45      | 1,94                       | Peacock                   | α Pav               | 180              | B3 V                         |
| 46      | 1,96 (1,99–2,39var + 5,57) | Alsephina                 | δ Vel               | 80               | A1 Va(n), F7,5 V             |
| 47      | 1,98                       | Murzim                    | β CMa               | 500              | B1 II-III                    |
| 48      | 2,00                       | Alphard                   | α Hya               | 180              | K3 II-III                    |
| 49      | 1,98 (1,86–2,13var)        | Polaris                   | α UMi               | 430              | F7 Ib                        |
| 50      | 2,00                       | Hamal                     | α Ari               | 66               | K1 IIIb                      |
| 51      | 2,08 (2,37 + 3,64)         | Algieba                   | γ¹ Leo              | 130              | K0 III, G7 IIIb              |
| 52      | 2,02                       | Deneb Kaitos              | β Cet               | 96               | K0 III                       |
| 53      | 2,04                       | Mizar                     | ζ UMa               | 78               | A2 Vp, A2 Vp, Am             |
| 54      | 2,05                       | Nunki                     | σ Sgr               | 220              | B2,5 V                       |
| 55      | 2,06                       | Menkent                   | θ Cen               | 61               | K0 III                       |
| 56      | 2,05 (2,01–2,10var)        | Mirach                    | β And               | 200              | M0 III                       |
| 57      | 2,06                       | Alpheratz                 | α And               | 97               | B8 IVpMnHg, A3 V             |
| 58      | 2,07                       | Rasalhague                | α Oph               | 47               | A5 III                       |
| 59      | 2,08                       | Kochab                    | β UMi               | 130              | K4 III                       |
| 60      | 2,09                       | Saiph                     | κ Ori               | 720              | B0,5 Ia                      |
| 61      | 2,11                       | Denebola                  | β Leo               | 36               | A3 Va                        |
| 62      | 2,12 (2,1–3,39var)         | Algol                     | β Per               | 93               | B8 V, K0 IV, A7m             |
| 63      | 2,15 (2,0–2,3var)          | Tiaki                     | β Gru               | 170              | M5 III                       |
| 64      | 2,17                       | Muhlifain                 | γ Cen               | 130              | A0 III, A0 III               |
| 65      | 2,21                       | Aspidiske                 | ι Car               | 690              | A9 Ib                        |
| 66      | 2,21 (2,14–2,30var)        | Suhail                    | λ Vel               | 570              | K4 Ib                        |
| 67      | 2,23 (2,21–2,32var)        | Alphecca                  | α CrB               | 75               | A0 V, G5 V                   |
| 68      | 2,23 (2,23–2,35var)        | Mintaka                   | δ Ori               | 900              | O9,5 II, B1 V, B0 IV         |
| 69      | 2,23                       | Sadr                      | γ Cyg               | 1.500            | F8 Iab                       |
| 70      | 2,23                       | Etamin                    | γ Dra               | 150              | K5 III                       |
| 71      | 2,24                       | Schedar                   | α Cas               | 230              | K0 IIIa                      |
| 72      | 2,25                       | Naos                      | ζ Pup               | 1.100            | O4 If(n)p                    |
| 73      | 2,26                       | Almach                    | γ And               | 350              | K3 IIb, B9,5 V, B9,5 V, A0 V |
| 74      | 2,28 (2,25–2,31var)        | Caph                      | β Cas               | 54               | F2 III                       |
| 75      | 2,29                       | Izar                      | ε Boo               | 202              | K0 II-III, A2 V              |
| 76      | 2,30 (2,29–2,34var)        | –                         | α Lup               | 550              | B1,5 III                     |
| 77      | 2,30 (2,29–2,31var)        | –                         | ε Cen               | 380              | B1III                        |
| 78      | 2,31 (1,6–2,32var)         | Dschubba                  | δ Sco               | 400              | B0,3 IV, B1-3 V              |
| 79      | 2,31                       | Larawag                   | ε Sco               | 65               | K1 III                       |
| 80      | 2,35 (2,30–2,41var)        | –                         | η Cen               | 310              | B1,5 Vne                     |
| 81      | 2,37                       | Merak                     | β UMa               | 79               | A1 IVps                      |
| 82      | 2,38                       | Ankaa                     | α Phe               | 77               | K0,5 IIIb                    |
| 83      | 2,39                       | Girtab                    | κ Sco               | 460              | B1,5 III                     |
| 84      | 2,40 (0,7–3,0var)          | Enif                      | ε Peg               | 670              | K2 Ib                        |
| 85      | 2,42 (2,31–2,74var)        | Scheat                    | β Peg               | 200              | M2,5 II-IIIe                 |
| 86      | 2,43                       | Sabik                     | η Oph               | 88               | A1 IV, A1 IV                 |
| 87      | 2,44                       | Phecda                    | γ UMa               | 84               | A0 Ve                        |
| 88      | 2,45                       | Aludra                    | η CMa               | 2.000            | B5 Ia                        |
| 89      | 2,46                       | Markeb                    | κ Vel               | 540              | B2 IV                        |
| 90      | 2,47 (1,6–3,0var)          | Navi                      | γ Cas               | 610              | B0,5 IVe                     |
| 91      | 2,48                       | Markab                    | α Peg               | 140              | A0 IV                        |
| 92      | 2,48                       | Aljanah                   | ε Cyg               | 72               | K0 III-IV                    |
| 93      | 2,50                       | Acrab                     | β Sco               | 404              | B0,5 IV-V, B1,5 V, B2 V      |